# Regioni dell'Ungheria per indice di sviluppo umano
     > 0.900
     0.900 – 0.850
     0.850 – 0.835
     0.835 – 0.820
     < 0.820

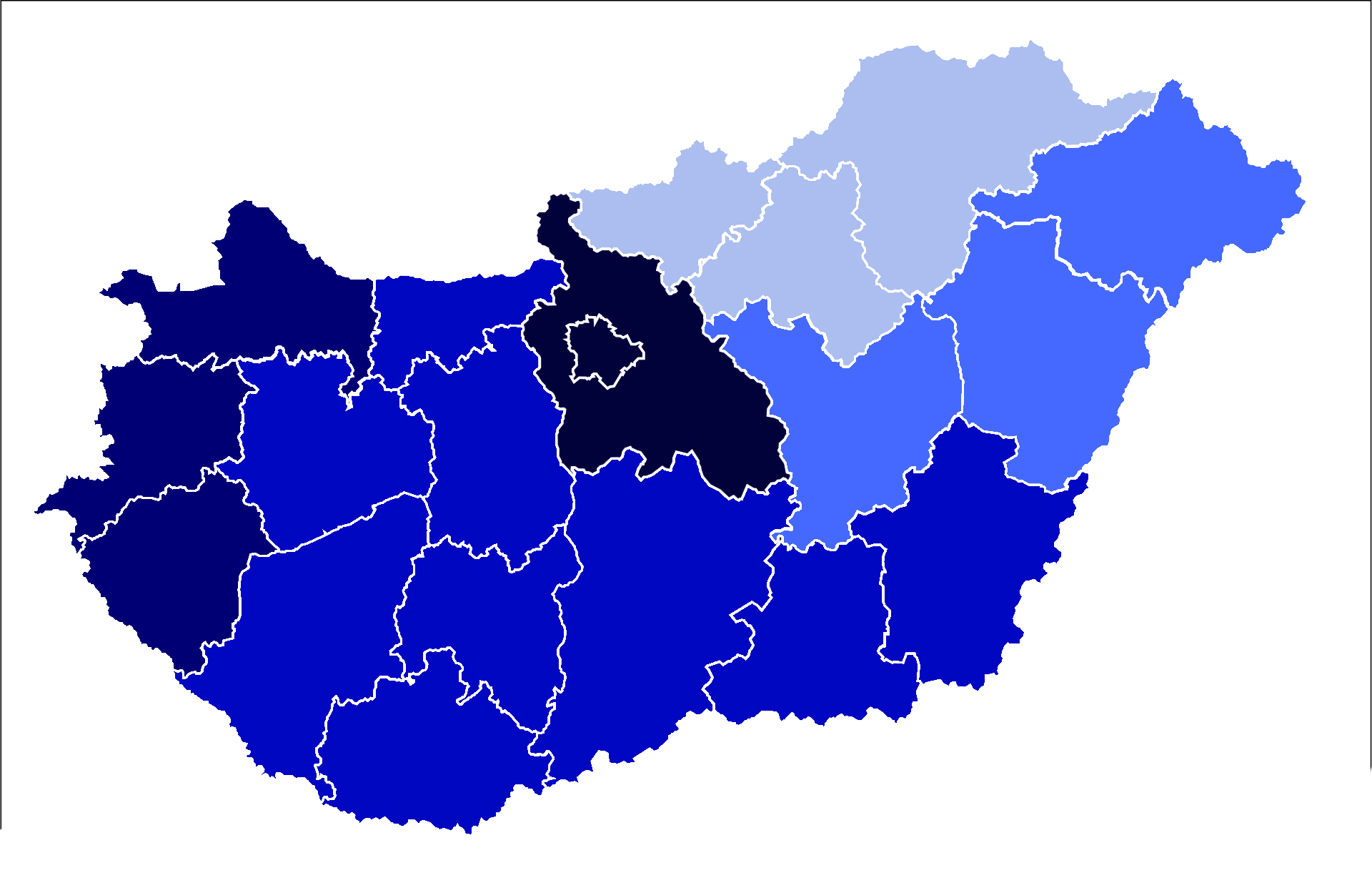
Regioni ungheresi per HDI 2020 con dati 2019
> 0.900
0.900 – 0.850
0.850 – 0.835
0.835 – 0.820
< 0.820

Questa è una lista delle regioni dell'Ungheria per indice di sviluppo umano 2020 con dati 2019.
| Posizione                   | Regione                       | 2019 HDI                    | Comparabile con             |
| Very high human development | Very high human development   | Very high human development | Very high human development |
| --------------------------- | ----------------------------- | --------------------------- | --------------------------- |
| 1                           | Ungheria Centrale             | 0.932                       | Regno Unito                 |
| 2                           | Transdanubio Occidentale      | 0.866                       | Lettonia                    |
| –                           | Ungheria (media)              | 0.854                       | Arabia Saudita              |
| 3                           | Grande Pianura Meridionale    | 0.849                       | Qatar                       |
| 4                           | Transdanubio Centrale         | 0.847                       | Qatar                       |
| 5                           | Transdanubio Meridionale      | 0.837                       | Brunei                      |
| 6                           | Grande Pianura Settentrionale | 0.831                       | Montenegro                  |
| 7                           | Ungheria Settentrionale       | 0.819                       | Turchia                     |